# Gruppo di NGC 1399
Il Gruppo di NGC 1399 comprende almeno 42 galassie situate nella costellazione della Fornace e dell'Eridano.
La distanza media tra il centro di massa di questo gruppo e la nostra Via Lattea è di circa 60 milioni di anni luce (18,3 Mpc).

## Membri
Le galassie componenti il gruppo, nell'ordine indicato nell'articolo di Garcia del 1993, sono elencate nella tabella sottostante.
| Nome                    | Costellazione | Classificazione | Tipo                           | RA (J2000.0)  | DEC (J2000.0) | Velocità radiale (km/s) | Magnitudine apparente   | Distanza (Mpc) | Dimensioni (kal) |
| ----------------------- | ------------- | --------------- | ------------------------------ | ------------- | ------------- | ----------------------- | ----------------------- | -------------- | ---------------- |
| NGC 1326                | Fornace       | (R)SB0^+(r)     | Lenticolare                    | 03h 23m 56.4s | -36° 27′ 53″  | 1360 ± 1                | 10,5                    | 18,5 ± 1,3     | 86               |
| NGC 1336                | Fornace       | SA0-            | Lenticolare                    | 03h 26m 32.2s | -35° 42′ 49″  | 1418 ± 3                | 12,3                    | 19,3 ± 1,4     | 82               |
| NGC 1339                | Fornace       | E4              | Ellittica                      | 03h 28m 06.6s | -32° 17′ 10″  | 1392 ± 3                | 11,6                    | 18,9 ± 1,3     | 71               |
| NGC 1344 (=NGC 1340)    | Fornace       | E5              | Ellittica                      | 03h 28m 19.7s | -31° 04′ 05″  | 1241 ± 15               | 10,4                    | 16,6 ± 1,2     | 74               |
| NGC 1351                | Fornace       | SA0^- pec?      | Lenticolare                    | 03h 30m 35.0s | -34° 51′ 14″  | 1514 ± 3                | 11,6                    | 20,8 ± 1,5     | 107              |
| NGC 1366                | Fornace       | S0^0            | Lenticolare                    | 03h 33m 53.7s | -31° 11′ 39″  | 1231 ± 19               | 11,1                    | 16,6 ± 1,2     | 47               |
| NGC 1369                | Eridano       | SAB(s)a         | Spirale intermedia             | 03h 36m 45.2s | -36° 15′ 22″  | 1414 ± 17               | 12,8                    | 19,5 ± 1,4     | 45               |
| NGC 1373                | Fornace       | E+?             | Ellittica                      | 03h 34m 59.2s | -35° 10′ 16″  | 1334 ± 2                | 13,3                    | 18,2 ± 1,3     | 30               |
| NGC 1374                | Fornace       | E3              | Ellittica                      | 03h 35m 16.6s | -35° 13′ 35″  | 1294 ± 2                | 11,1                    | 17,7 ± 1,2     | 107              |
| NGC 1379                | Fornace       | E3              | Ellittica                      | 03h 36m 03.9s | -35° 26′ 28″  | 1324 ± 2                | 10,9                    | 18,1 ± 1,3     | 71               |
| NGC 1387                | Fornace       | SAB(s)0-        | Lenticolare                    | 03h 36m 57.0s | -35° 30′ 24″  | 1302 ± 12               | 10,7                    | 17,8 ± 1,3     | 80               |
| NGC 1399                | Fornace       | E1 pec          | Ellittica                      | 03h 38m 29.0s | -35° 27′ 02″  | 1425 ± 4                | 9,6                     | 19,7 ± 1,4     | 365              |
| NGC 1406                | Fornace       | SB(s)bc?        | Spirale barrata                | 03h 39m 23.3s | -31° 19′ 17″  | 1075 ± 3                | 11,8                    | 14,4 ± 1,0     | 95               |
| NGC 1419                | Eridano       | E pec?          | Ellittica                      | 03h 40m 42.1s | -37° 30′ 39″  | 1571 ± 18               | 12,6                    | 21,9 ± 1,6     | 53               |
| NGC 1425                | Fornace       | SA(rs)b         | Spirale                        | 03h 42m 11.5s | -29° 53′ 36″  | 1512 ± 2                | 10,6                    | 20,8 ± 1,5     | 174              |
| NGC 1427                | Fornace       | E5              | Ellittica                      | 03h 42m 19.4s | -35° 23′ 33″  | 1388 ± 3                | 10,9                    | 19,2 ± 1,4     | 109              |
| NGC 1428                | Fornace       | SAB0- pec?      | Lenticolare                    | 03h 42m 22.7s | -35° 09′ 14″  | 1640 ± 8                | 12,9                    | 22,9 ± 1,6     | 47               |
| NGC 1437 (=NGC 1436)    | Eridano       | (R'_2)SAB(s)bc  | Spirale intermedia             | 03h 43m 37.7s | -35° 51′ 11″  | 1387 ± 8                | 11,7                    | 19,2 ± 1,4     | 76               |
| NGC 1460                | Eridano       | SB(rs)0^0       | Lenticolare                    | 03h 46m 13.7s | -36° 41′ 47″  | 1373 ± 13               | 12,6                    | 19,1 ± 1,4     | 57               |
| IC 1913                 | Fornace       | SBb?            | Spirale barrata                | 03h 19m 34.5s | -32° 27′ 54″  | 1443 ± 1                | 13,6                    | 19,5 ± 1,4     | 75               |
| IC 1919                 | Fornace       | SA0^-(rs)?      | Lenticolare                    | 03h 26m 02.2s | -32° 53′ 40″  | 1323 ± 17               | 13,0                    | 17,8 ± 1,3     | 49               |
| NGC 1351A (=PGC 12952)  | Fornace       | SB(rs)bc?       | Spirale barrata                | 03h 28m 48.7s | -35° 10′ 41″  | 1353 ± 2                | 13,4                    | 18,4 ± 1,3     | 86               |
| NGC 1380A (PGC 13335)   | Fornace       | S0^0^?          | Lenticolare                    | 03h 36m 47.5s | -34° 44′ 23″  | 1561 ± 6                | 12,4                    | 21,6 ± 1,5     | 67               |
| ESO 301-11              | Fornace       | SB?(r)cd? p     | Spirale barrata                | 03h 23m 54.2s | -37° 30′ 33″  | 1405 ± 5                | 12,66 ± 0,09            | 19,2 ± 1,4     | 48               |
| ESO 302-09              | Eridano       | SB(s)dm?        | Spirale barrata magellanica    | 03h 47m 34.1s | -38° 34′ 36″  | 987 ± 3                 | 12,75 ± 0,09            | 13,5 ± 1,0     | 57               |
| ESO 358-15              | Fornace       | SBm? Pec        | Spirale barrata magellanica    | 03h 33m 06.8s | -34° 48′ 29″  | 1388 ± 3                | 13,77 ± 0,07            | 19,0 ± 1,3     | 26               |
| ESO 358-19              | Fornace       | SA0-?           | Lenticolare                    | 03h 34m 30.8s | -34° 17′ 51″  | 1254 ± 29               | 14,37                   | 17,0 ± 1,3     | 31               |
| ESO 358-25              | Fornace       | SA0-?           | Lenticolare                    | 03h 35m 33.1s | -32° 27′ 54″  | 1389 ± 12               | 12,96 ± 0,09            | 19,0 ± 1,3     | 51               |
| ESO 358-43              | Fornace       | S0-             | Lenticolare                    | 03h 38m 13.6s | -33° 07′ 38″  | 1369 ± 28               | 13,64                   | 18,7 ± 1,4     | 36               |
| ESO 358-5               | Fornace       | SAB(s) m pec?   | Spirale intermedia magellanica | 03h 27m 16.6s | -33° 29′ 11″  | 1628 ± 4                | 13,69 ± 0,09            | 22,4 ± 1,6     | 47               |
| ESO 358-50              | Fornace       | SA0^0?          | Lenticolare                    | 03h 41m 03.6s | -33° 46′ 46″  | 1308 ± 23               | 12,57 ± 0,09            | 17,9 ± 1,3     | 50               |
| ESO 358-54 (=NGC 1437A) | Eridano       | SAB(s)dm        | Spirale intermedia magellanica | 03h 43m 02.2s | -36° 16′ 24″  | 886 ± 3                 | 13,4                    | 11,8 ± 0,8     | 79               |
| ESO 358-56              | Fornace       | S0^0^?          | Lenticolare                    | 03h 43m 22.6s | -33° 56′ 25″  | 1189 ± 29               | 14,08                   | 16,2 ± 1,2     | 48               |
| ESO 358-6               | Fornace       | SB0^-?          | Lenticolare                    | 03h 27m 18.0s | -34° 31′ 35″  | 1279 ± 17               | 13,08 ± 0,14            | 17,3 ± 1,2     | 39               |
| ESO 358-61 (=NGC 1437B) | Eridano       | I0?             | Irregolare                     | 03h 45m 54.8s | -36° 21′ 25″  | 1497 ± 3                | 13,1                    | 20,9 ± 1,5     | 28               |
| ESO 418-8               | Fornace       | SAB(rs)dm       | Spirale intermedia magellanica | 03h 31m 30.6s | -30° 12′ 48″  | 1195 ± 0,3              | 12,56                   | 16,0 ± 1,1     | 32               |
| ESO 418-9               | Fornace       | IB(s)m          | Irregolare magellanica         | 03h 31m 55.6s | -31° 20′ 15″  | 972 ± 5                 | 12,67 ± 0,04            | 12,7 ± 0,9     | 33               |
| PGC 12625               | Fornace       | IB(s)m?         | Irregolare magellanica         | 03h 22m 04.8s | -37° 35′ 15″  | 1625 ± 7                | 19,3117 +/- 0,0657014*a | 22,4 ± 1,6     | 62               |
| PGC 12758               | Fornace       | S0              | Lenticolare                    | 03h 24m 52.4s | -35° 26′ 08″  | 1318 ± 26               | 14,50                   | 17,8 ± 1,3     | 11               |
| PGC 13177               | Fornace       | (R')SA0^-(r)?   | Lenticolare                    | 03h 33m 33.8s | -33° 34′ 24″  | 1374 ± 7                | 14,98                   | 18,8 ± 1,3     | 37               |
| MCG -6-8-25             | Fornace       | SB0^0(s)        | Lenticolare                    | 03h 31m 24.8s | -35° 19′ 52″  | 1275 ± 26               | 12,71                   | 17,3 ± 1,3     | 23               |
| MCG -6-8-27             | Fornace       | SAB0^0(rs)      | Lenticolare                    | 03h 34m 29.5s | -35° 32′ 47″  | 1205 ± 1                | 13,04                   | 16,3 ± 1,2     | 22               |

- a Nell'ultravioletto.

Il sito DeepskyLog permette di trovare agevolmente le costellazioni in cui sono situate le galassie; in alternativa si possono utilizzare le coordinate delle galassie per individuarle. Se non altrimenti indicato, le coordinate sono quelle fornite dal sito NASA/IPAC (National Aeronautics and Space Administration / Infrared Processing and Analysis Center).